# Polinices helicoides
Polinices helicoides är en snäckart som först beskrevs av Gray 1825.  Polinices helicoides ingår i släktet Polinices och familjen borrsnäckor. Inga underarter finns listade i Catalogue of Life.